# Spongosorites placenta
Spongosorites placenta är en svampdjursart som beskrevs av Topsent 1896. Spongosorites placenta ingår i släktet Spongosorites och familjen Halichondriidae. Inga underarter finns listade i Catalogue of Life.